# Dithecodes erasa
Dithecodes erasa là một loài bướm đêm trong họ Geometridae.